# ラミロ・サンチェス・デ・ナバラ

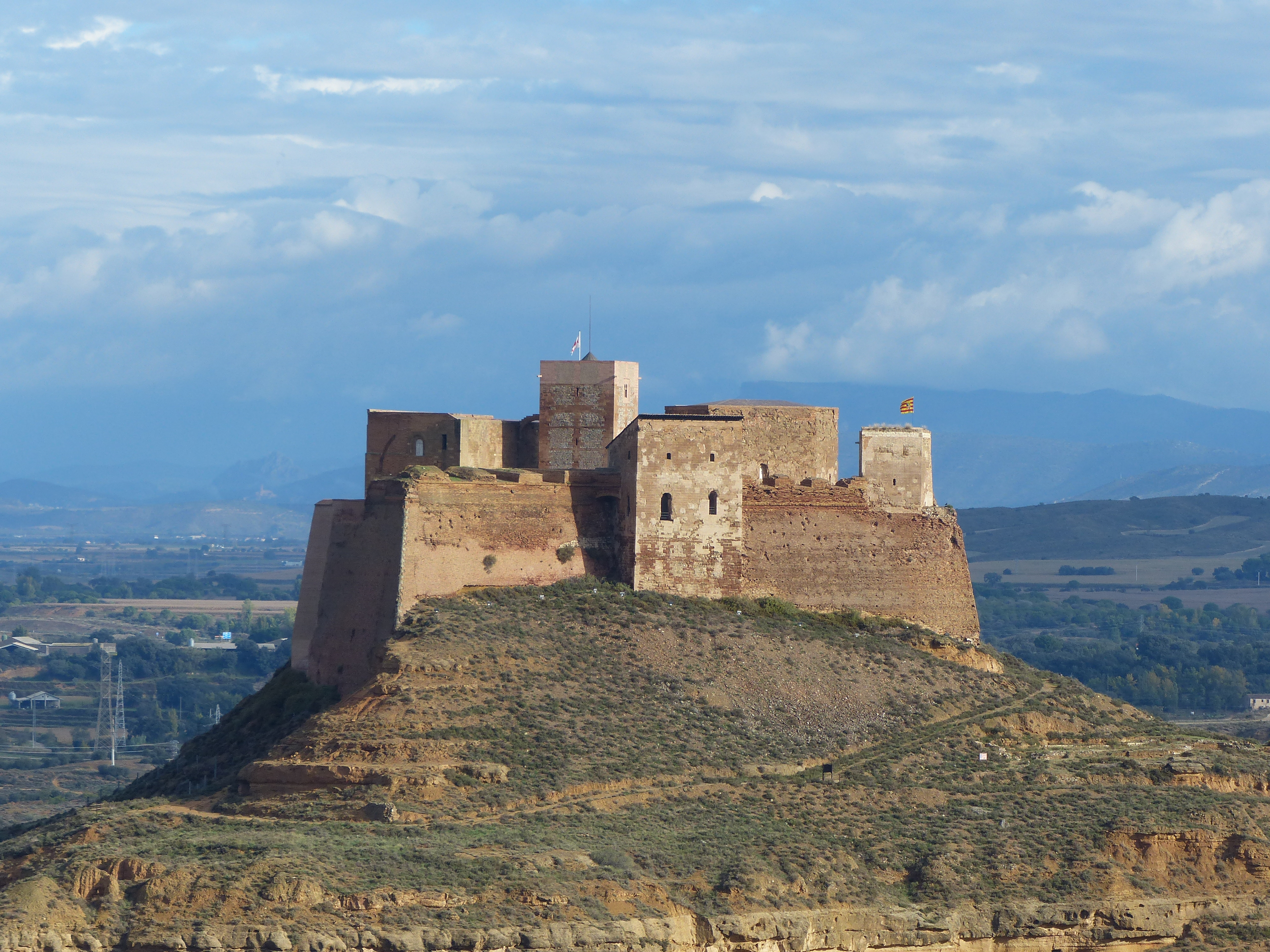
モンソン城

ラミロ・サンチェス・デ・ナバラ（スペイン語：Ramiro Sánchez de Navarra, 1070年 - 1129/30年）は、ナバラ王の親族。ウロス領主（在位：1104年）、モンソン領主（在位：1104年 - 1116年）、トゥデラ領主（在位：1117年）およびエロ領主（在位：1122年 - 1129年）。ナバラ王ガルシア6世の父。

## 生涯
父サンチョ・ガルセスは、ナバラ王ガルシア3世の庶子であった。母コンスタンサの出自は様々な推測がなされている。従来はマラニョン領主の娘とされてきたが、近年、コンスタンサはガルシア3世の王妃エステファニアの初婚で生まれた娘であり、したがってラミロ・サンチェスの義理の姉妹であるという説も示されている。
叔父であるナバラ王サンチョ4世の暗殺により、ナバラ王国はカスティーリャとアラゴンに分割され、王族も2国に分かれることとなった。そのためラミロはアラゴンの宮廷で育ち、モンソン領主となり、長男で将来のナバラ王ガルシア・ラミレスがラミロの跡を継ぐことになる。
古い記録では、ラミロが第1回十字軍に参加したとしているが、それはなかったとみられる。ラミロは1095年3月15日に他の貴族と一緒に聖地に向かったとされているが、十字軍はクレルモン教会会議ではまだ召集されておらず、その数か月後まで召集されなかったため、それは不可能である。一方、アントニオ・ウビエト・アルテタによれば、もしラミロが聖地に行っていたならば、「ラミロはエルサレムの征服までキリスト教軍にとどまっていただろうと考えられる。しかし、実際には1098年ごろにバレンシアでエル・シッドの娘と結婚し、1099年7月にはエル・シッドの遺体をカルデーニャに運んでいる」。ラミロはサンタ・マリア・デ・ラ・ピシーナ教会の建設を開始し、この教会は1137年に奉献されている。

## 結婚と子女
1098年ごろにバレンシアでロドリーゴ・ディアス・デ・ビバール（エル・シッド）の娘クリスティーナと結婚し、以下の子女をもうけた。
- ガルシア・ラミレス（1112年頃 - 1150年） - 後にナバラ王（ガルシア6世）となる[5]
- エルビラ - ブレバ伯ロドリゴ・ゴメス（en）と結婚[7]、ゴンサロ・ルイス（en）の母。